# Adullam (parc)
Le parc d'Adullam, ou parc des grottes d'Adullam, est un parc national d'Israël qui a ouvert au public en 2008.
Le parc s'étend sur 50 km2 au sud de Bet Shemesh. Il est principalement composé d'une forêt de pins qui ont été plantés dans les premières années de l'indépendance de l'état d'Israël par les nouveaux immigrants établis dans le Hevel Lakhish. Le parc a été préparé par l'Autorité des Antiquités d'Israël et par le Keren Kayemet LeIsrael. Il se trouve entre 3 routes : au nord la route qui relie la vallée d'Elah à Jérusalem, au sud la route qui relie Ashkelon à Hébron, et à l'ouest la route de Beth Guvrin à 
Shaar ha-Gaï (he). L'entrée du parc est située en face de l'entrée du parc Britannia. 
Deux sentiers pour les vélos ont été aménagés dans le parc
- un chemin de 13 km vers tel Sokho
- un chemin de 22 km qui traverse les sites archéologiques de Horvat Etri et de Burgin.

Le parc se trouve dans le bassin versant de la rivière Elah au nord et de la rivière Guvrin au sud. Ces deux rivières alimentent la rivière Lakhish qui se jette dans la mer Méditerranée au niveau de la ville d'Ashdod. Il est situé sur de basses collines de craie, à 400 m d'altitude. La craie tendre permet le creusement de réservoir d'eau et de tunnels. On trouve dans le secteur de nombreuses citernes et des grottes qui ont été habitées à l'époque du Second Temple, de la révolte de Bar Kokhba et à l'époque byzantine.
Selon le Premier livre de Samuel (22:1), le roi David se cacha dans les cavernes d'Adullam pour échapper au roi Saül.